# Vesvres
 Vesvres  es una población y comuna francesa, en la región de Borgoña, departamento de Côte-d'Or, en el distrito de Montbard y cantón de Vitteaux.

## Demografía
| 35 | 38 | 40 | 33 | 32 | 25 |
| Para los censos de 1962 a 1999 la población legal corresponde a la población sin duplicidades (Fuente: INSEE [Consultar]) |    |    |    |    |    |